# Cebuano
Cebuano (også kaldt Sugbuanon) er et austronesisk sprog talt af omkring 21 millioner mennesker i Filippinerne. Cebuano er en del af Visaya-sproggruppen.
Cebuano tales af indbyggerne i Cebu, Bohol, Negros Oriental og folk i den vestlige del af Leyte samt i provinsen Southern Leyte og i det nordlige Mindanao. Sproget tales også nogle steder i Samar. Beboerne i Bohol kalder også sproget for Bol-anon, mens cebuano-talende indbyggere i Leyte kalder sproget Kana.